# Comerç 24
Comerç 24 és un restaurant situat a Barcelona, amb una Estrella Michelin, regentat pel cuiner Carles Abellan, que va tancar les portes l'any 2015.
'Comerç 24', dirigit pel xef Carles Abellan, procedent del supergrup de joves xefs que van treballar al taller creatiu d'El Bulli a finals dels 90, que va estar obert durant quinze anys, va rebre una estrella Michelín l'any 2007, premiant així la creativitat de les seves tapes. El restaurant va mantenir les seves portes obertes fins al 2015.